# Mark Cohen
Mark Cohen, né en 1943 à Wilkes-Barre en Pennsylvanie, est un photographe américain spécialiste de la photographie de rue. Il vit et travaille à Philadelphie.
Il fait ses photos en noir et blanc au juger, sans les mettre au point, avec un  24 x 36 équipé d'un grand angle. Il les recadre ensuite sur le détail qui lui a semblé intéressant, éliminant le plus souvent la tête du sujet.

## Biographie
Mark Cohen est né en 1943 à Wilkes-Barre, Pennsylvanie. En 1969, il prend part à l'exposition collective Vision and Expression, présentée à l'International Museum of Photography de Rochester. En 1971, il obtient une bourse du Guggenheim pour poursuivre son travail sur Wilkes-Barre et ses alentours. En résulte Grim Street exposé au Musée d'Art Moderne de New York en 1973. 
En 1975, William Jenkins lui donne carte blanche pour produire une série de photographies couleur, True Color, exposée à la George Eastman House l'année suivante. En 1975 également, il reçoit une bourse nationale pour les Arts et la photographie et en 1976, pour la seconde fois, la bourse du Guggenheim. 
Son travail sera présenté dans de nombreuses institutions telles que la Light Gallery, Castelli Graphics, le Whitney Museum of American Art de New York, la Corcoran Gallery of Art à Washington, l'Art Institute of Chicago et tout récemment le Philadelphia Museum of Art. 
Trois monographies ont été consacrées à son travail : Grim Street (powerHouse Books, 2005), True Color (powerHouse books, 2007), et Italian Riviera (Punctum Press, 2008). 

## Expositions
- 1969, Vision and Expression, George Eastman House, 1969
- 1973, Photographs by Mark Cohen, Museum of Modern Art, New-York.
- 2013, Dark Knees (1969-2012), Le Bal, Paris.